# 塚原健二郎
塚原 健二郎（つかはら けんじろう、1895年2月16日 - 1965年8月7日）は、日本の童話作家。大正時代初期から昭和時代中期にかけて活動した。
翻訳家・フランス文学者の塚原亮一は長男。同じくフランス文学者の塚原史は孫。

## 概歴
長野県埴科郡東条村（現在の長野市松代東条）生まれ。長野県松代町立乙種農商学校（松代農商、現在の松代高校）を中退し、小諸の雑貨問屋に奉公した。
1916年に上京し、同郷の作家島崎藤村に師事し、1918年に一旦帰郷して信濃毎日新聞の記者となった後、1921年（大正10年）に小説『血につながる人々』を雑誌「中央公論」にて発表。1919年武者小路実篤に賛同して新しき村の開村に協力した後、東京へ戻る。
1920年、小川未明の紹介で童話『弘法様のお像（-すがた）』を雑誌「おとぎの世界」で発表。1926年（大正15年）から雑誌「赤い鳥」で本格的に童話の執筆を始め、1933年（昭和8年）に集団における子どもの成長をうたった「集団主義童話」を提唱した。
1937年（昭和12年）に、初の出版本『七階の子供たち』を刊行。1946年には日本児童文学者協会の創立にも参加した。以降、童話集を多く執筆し、1959年（昭和34年）には信州児童文学会の発足に尽力し、多くの童話作家を育成した。また同年刊行の長編小説『風と花の輪』は1960年（昭和35年）に第3回未明文学賞を受賞した。
1964年（昭和39年）には日本児童文学者協会第7代会長となり、翌1965年（昭和40年）8月7日に70歳で死去した。

## 著作
- 『ある迷宮の舞踏者』アルス, 1922
- 『六年生特選童話 小學生童話』童話春秋社, 1929.8
- 『世界童話寳玉集 (家の光懸賞用兒童文庫 産業組合中央會, 1935.9
- 『七階の子供たち 塚原健二郎童話集』 (新童話選集 子供研究社, 1937.4
- 『子ども図書館』中央公論社, 1939
- 『よい匂ひの町 (新日本児童文学選集 深沢紅子絵. 文昭社, 1940
- 『黒船時代 佐久間象山の生涯』吉田貫三郎 畫. 學習社, 1941.10 「佐久間象山」(世界伝記全集 講談社, 1955
- 『蜂の巣とり』童話春秋社, 1941.5
- 『朝の鐘ふり 塚原健二郎童話集』中尾彰絵. 有光社, 1941
- 『河の上の凧 童話集』国華堂日童社, 1942
- 『こどもの一年 ゑとどうわ』新生閣, 1943.10
- 『ムラノエホン (少國民繪文庫) 山下大五郎画. 中央出版協會, 1943.5
- 『川の家のともだち (少國民繪文庫) 中尾彰 画. 中央出版協會, 1944.2
- 『船つくりの旅』安泰 絵. 弘学社創立事務所, 1944
- 『木になれ花になれ』深沢省三 絵. フタバ書院成光館,1944
- 『つばめの村』斎藤長三絵. 泰光堂, 1944
- 『海からきた卵 童話集』紀元社, 1946.11
- 『冨士の見える山』傅育出版社, 1947.1.
- 『黒板まつり』愛育文庫・愛育社, 1947.10
- 『小さいロビンソンの本』小学館, 1947.3
- 『春と時計』新日本童話叢書 昭和出版, 1947.4
- 『背くらべ 童話集』村山知義 装・画. 櫻井書店, 1947.7
- 『初旅』(少年のための純文学選 桜井書店, 1947
- 『ろばが二どないた話』茂田井武絵. 桜井書店, 1948
- 『時計のいたずら』(こどもかい文庫) 中尾彰 絵. 桜井書店, 1948
- 『奇術師の鞄』(日本童話選 上級) 武井武雄絵. 東西社, 1948
- 『妻を欺く』桜井書店, 1949
- 『一木さん親子』櫻井書店, 1949
- 『童話三年生』泰光堂, 1949
- 『風船は空に』(ともだち文庫) 中央公論社, 1950.3
- 『小さい愛の話』(物語名作選) 須田寿絵. 泰光堂, 1951
- 『小林一茶』(小学生伝記文庫 東本つね 絵. あかね書房, 1952
- 『塚原健二郎童話』(童話名作選集 5年生) 藤橋正枝 絵. 金子書房, 1952
- 『まんじゅひめ』羽石光志絵. 小学館, 1953
- 『一ばんかわいいしろ 初級童話』中尾彰 絵. 泰光堂, 1954
- 『手品つかい 4年生童話』三芳悌吉絵. 金の星社,1954
- 『ワニの子事件』(学校図書館文庫 中尾彰さしえ. 牧書店, 1955.10
- 『風と花の輪』熊谷直勝さしえ. 理論社, 1959.11
- 『子ぐまのまんと』安泰 絵. ポプラ社, 1963
- 『三少年汽車にのる』(新日本創作少年少女文学 中島保彦 絵. 新日本出版社, 1974
- 『小さな河』信濃教育会出版部, 1974

共編
- 『児童問題講座 第5巻  児童文化篇』菅忠道共編 新評論社, 1954

### 再話
- ウィーダ『フランダースの犬』絵入世界童話 三芳悌吉(絵). 岩井書店, 1946.10
- エドモンド・デ・アミーチス『愛の学校』 (幼年世界名作全集 大貫松三 絵. あかね書房, 1953
- 曲亭馬琴『弓張月』(少年少女日本名作物語全集 石井健之絵. 講談社, 1958